# Кворум (журнал)
Кворум (Quorum) – хорватський літературний журнал. Започаткований у 1985 році у Загребі. Видавався до 2018 року. 

## Історія та видання
Кворум був літературним журналом, який виходив раз на два місяці. З 1985 року його видавав Альянс соціалістичної молоді Хорватії (Savez socijalističke omladine Hrvatske), а з 1991 по 2006 рр. видавцем була Naklada MD,  з 2007 р. – Книжковий центр (Centаr za knjigu).
Перші п’ять років головним редактором був Бранко Чегеч, після чого його змінив Мирослав Мічанович. Роман Сімич був його співредактором з 1997 по 2005 рік.
У 1985 році вийшло три нульові номери, після чого закінчилася експериментальна фаза та «Кворум» перейшов у регулярну фазу видання, де на рік виходило 6-8 номерів. З 1985 по 1989 рік вийшло друком 29 номерів, або 23 томи.
Протягом 2000-х років видання скоротилося, журнал кілька разів оновлював редакційний склад. Останній випуск «Кворуму» вийшов у 2018 році, завершивши його понад тридцятилітню історію.

## Концепція та зміст
«Кворум» був насамперед орієнтований на авторів, які публікували свої перші твори, незалежно від жанру, з метою заохочення літературної продукції та популяризації та артикуляції літературно-теоретичних явищ свого часу.
З моменту свого заснування «Кворум» був визнаний своєю міждисциплінарністю та експериментальним духом. Основна структура журналу була закладена в нульовому номері і включала:
- теоретичні тексти;
- літературну продукцію;
- трансмедійні тексти;
- критичні відгуки;

Журнал публікував праці в галузі літератури, філософії, соціології та мистецтва, наголошуючи на фрагментарності, плюралізмі та релятивізмі, характерних для постмодернізму.
Місією журналу було, з одного боку, заохотити літературну продукцію, а з іншого – бути простором для теоретичного та критичного аналізу феномену мистецтва в найширшому розумінні цього слова.

## Постмодерністська поетика та вплив
«Кворум» був ключовим місцем зібрання постмодерністського покоління хорватських письменників, відомих як «кворумаші». Він заохочував поетичну індивідуальність, теоретичну обізнаність і інтермедіальність.
Журнал також опублікував такі важливі антології, як:
- Kritika futura drugog (1988) – панорама літературної критики;
- Strast razlike, tamni zvuk praznine (1995) – огляд сучасної поезії;
- Poštari lakog sna (1996) – панорама прози;

Окрім літературних текстів, «Кворум» публікував також інтерв’ю із закордонними письменниками й теоретиками, розмови з поетами, прозаїками, теоретиками літератури й критиками Хорватії, Сербії та Словенії. Серед відомих співрозмовників були Звонко Макович, Горан Трібусон, Дубравка Угрешич, Павао Павлічич, Володимир Біті та Велімір Віскович.
Журнал висвітлював теми, які на момент виходу не були популярними, але згодом стали актуальними, наприклад, проблеми автобіографії як жанру, тривіальної літератури (кримінальних романів), фантастики, літературної антропології та зв’язку літератури з іншими формами вираження, такими як кіно, комікси, музика та графіті.
Культурне значення та спадщина «Кворум» відіграв важливу роль у хорватській літературі та культурі, особливо в контексті постмодерністського періоду. Журнал пропагував молодих авторів і нові форми вираження, сприяючи розмаїттю та багатству літературної сцени. Серед його авторів були Ігор Мандіч, Дубравка Угрешич і Славенка Дракулич, які досліджували теми ідентичності, політики та культури через постмодерністські рамки.
У контексті хорватських літературних журналів «Кворум» був частиною ширшої традиції таких видань, як «Кругові», «Разлог» і «Телеграм». Ці журнали відображали динаміку культурних та інтелектуальних змін і формували культурний, політичний і соціальний дискурс, пропагуючи свободу вираження поглядів, критичне мислення та інтелектуальні інновації.
Незважаючи на припинення виходу, «Кворум» залишається значущим як документ часу і як один із ключових літературних журналів в історії хорватської літератури.